# Bremen (Schiff, 1858)
Die Bremen war ein am 1. Februar 1858 vom Stapel gelaufener Segeldampfer des Norddeutschen Lloyd. Am 19. Juni 1858 wurde mit der Bremen der Nordatlantikdienst des Norddeutschen Lloyd aufgenommen. Schwesterschiff der Bremen war die Newyork, die im gleichen Jahr in Dienst gestellt wurde. Nach 1874 wurde die Bremen von der Firma Edward Bates & Company in Liverpool zu einem Segelschiff rückgebaut und strandete am 16. Oktober 1882 vor der kalifornischen Küste bei den Farallon-Inseln. 

## Technische Daten
Die Frachtkapazität der Bremen betrug rund 1000 Tonnen. Die Kohlenbunker fassten 850 Tonnen Kohlen. Die Bauwerft gab den Verbrauch der Dampfmaschine mit 2,2 bis 2,5 kg Kohlen pro Stunde und PSi an. Das Schiff war klippermäßig schnittig gebaut und mit der Segeltakelung einer Bark ausgestattet. Das Schiff hatte einen Schornstein, drei Masten und war 1710 BRT groß und 101,46 m lang. Die Kosten für die Reederei beliefen sich auf umgerechnet 399.750 Taler.
In einer nachgelassenen Beschreibung dieses ersten Dampfers Bremen heißt es über das Schiff:

„Das mit einer Maschine von 700 Pferdekraft versehene Schiff hat im Ganzen vier Decks, die in mehrere wasserdichte Abteilungen geschieden sind. Die Ladefähigkeit beläuft sich auf etwa 850 Tonnen Kohlen und etwa 1000 Tonnen Güter. Die Kajüten sind mit den besten Bequemlichkeiten und mit feinem Geschmack eingerichtet, die erste wird etwa 60, die zweite 110 Fahrgäste fassen können. Zu beiden Seiten des schönen geräumigen Salons, den die feinsten Möbel und an den Wänden Medaillons mit Ansichten Bremens schmücken, sind die netten Schlafkammern der 1. Kajüte gelegen, welche für je 2 oder 4 Personen eingerichtet sind und außer den sauberen Betten, Sophas, Waschtische und verschiedene verschließbare Kasten enthalten. Nicht nur die erste, sondern auch die zweite Kajüte hat ihr besonderes Rauchzimmer für Herren und ein elegantes Damenzimmer. Musikliebhaber finden in der ersten Kajüte ein treffliches Piano. Das Schiff besitzt ferner zwei Badezimmer und eine Bibliothek. Das Zwischendeck ist geräumig, luftig und entspricht allen Rücksichten auf die Gesundheit, es wird im Ganzen über 401 Personen aufnehmen können.“

## Geschichte derBremen
Insgesamt hatte der Norddeutsche Lloyd sechs Schiffe mit dem Namen Bremen, darunter die 1929 gebaute Bremen und die 1939 gebaute Bremen.

### Stapellauf
Am 1. Februar 1858 lief der eiserne Dampfer im schottischen Greenock vom Stapel. Die offizielle Indienststellung der neuen Bremen gestaltete sich zeitgenössischen Berichten zufolge zu einer eindrucksvollen „patriotischen Feier“ unter großer Beachtung der Bevölkerung. Konsul Hermann Henrich Meier richtete im Verlauf seiner Begrüßung der geladenen Gäste die Worte: „Und so sind wir denn getrosten Mutes vorangeschritten. In unserem Wappen – ein Anker, der den Bremer Schlüssel kreuzt und den ein Eichenlaubkranz umschließt – sehen Sie unseren Wahlspruch. In dem Anker halten wir die Hoffnung fest, dass der Schlüssel uns die Verkehrswege eröffnen werde, die wir mit deutscher Manneskraft, Ausdauer und Treue festhalten wollen.“ Nach der zufriedenstellend verlaufenen Probe- und Gästefahrt, die bis zum Leuchtturm Hoheweg und zurück führte und an der auf Einladung des mitfahrenden Direktors des Norddeutschen Lloyd, Eduard Crüsemann, auch Vertreter des Bremer Senats, darunter auch Bürgermeister Arnold Duckwitz und Abgesandte der Bremer Handelskammer teilnahmen, stand der Eröffnung des geplanten Nordatlantikdienstes des Norddeutschen Lloyd nichts mehr im Wege.

### Jungfernfahrt
Bereits am 12. Juni 1858 lag mit der Bremen der erste von vier durch den Norddeutschen Lloyd in Großbritannien bestellten neuen Transatlantikdampfern auf der Bremerhavener Reede zu seiner Probefahrt bereit, am 19. Juni 1858 wurde dann mit ihr der Nordatlantikdienst aufgenommen. Gegen 18 Uhr verließ die Bremen unter dem Kommando von Kapitän Heinrich Wessels die Reede von Bremerhaven. An Bord waren 150 Tonnen Frachtgüter samt Briefpost, 22 Kajüts- und 93 Zwischendeckspassagiere. Am 3. Juli 1858, morgens um 7 Uhr, traf die Bremen dann nach einer 14 Tage und 13 Stunden dauernden Überfahrt im Bestimmungshafen New York City in den USA ein. Dort wurde die offizielle Linieneröffnung mit einem Bordfest, an dem rund 450 Personen inklusive amerikanischer Gäste teilnahmen, gefeiert. Auch in New York machte die neue Bremen eine Demonstrationsfahrt mit Gästen nach Sandy Hook, an der auch Henry Wadsworth Longfellow teilnahm. Die Rückreise begann am 17. Juli 1858 und am 30. Juli 1858 morgens war die Bremen wieder auf der Weser mit 220 Tonnen Fracht und 60 Passagieren.

### Weiterer Dienst für den Norddeutschen Lloyd
Am 14. Januar 1860 erreichte die Bremen den Hafen von Southampton mit einer gebrochenen Propellerwelle unter Segel. Sie wurde aus dem Dienst genommen und ging für sechs Monate in Reparatur. Erst am 8. Juli 1860 nahm das Schiff den Dienst Bremen–New York wieder auf. Bei einem weiteren Werftaufenthalt 1864 erhielt das Schiff einen neuen Kessel und eine neue Propellerwelle aus Kruppstahl. Anschließend ging das Schiff wieder in den Liniendienst Bremen–New York. Am 5. November 1873 erfolgte die letzte Ausreise auf der Linie Bremen–Southampton–New York.

### Verkauf an die Edward Bates & Company
Im Juni 1874 wurde die Bremen zusammen mit dem Dampfer Newyork an die britische Firma Edward Bates & Company in Liverpool für die Summe von 19.000 Pfund verkauft. Dort erfolgte der Rückbau beider Schiffe zu Segelschiffen.
Am 17. Februar 1874 berichtete die Provinzial-Zeitung in Bremerhaven über den Verkauf der beiden Dampfer Bremen und Newyork. In der Eigentümerschaft des neuen Reeders Edward Bates geriet die BREMEN vorwiegend in der US-Presse in die Schlagzeilen. Der Zweite Teil der Schiffsgeschichte der Bremen war ganz anders als man es noch unter dem Norddeutschen Lloyd und im Einsatz als Auswandererschiff gewohnt war. Das Schiff wurde regelmäßig mit der Sklaverei und Schiffskrankheiten, wie Skorbut, in Verbindung gebracht.

### Verlust
Als britischer Segler strandete die Bremen im dichten Nebel schließlich am 16. Oktober 1882 an der kalifornischen Küste vor Farallon Island, 27 Meilen außerhalb des Golden Gate, direkt unterhalb des Leuchtturms und wurde ein Totalverlust. Die Ladung bestand aus Kohlen und Whiskey. In den US-Zeitungen der damaligen Zeit – von New York bis San Francisco – wurde über den Untergang der Bremen berichtet.
Erst 1929 versuchte der Amerikaner T. H. P. Whitelaw die Ladung aus dem Wrack zu bergen, wurde aber von der US-Regierung auf Grund der Prohibition daran gehindert.
Whiskey wurde zur damaligen Zeit sowohl als „Zahlungsmittel“, wie auch als Ladung auf dem Schiff mitgeführt. Die Bremen fuhr zuletzt von Liverpool nach San Francisco und hatte laut der Berichterstattung der Amerikanischen Presse 5000 kleine Fässer des feinsten, 50 Jahre alten Monongahela Whiskeys geladen. Diese Sorte Whiskey war aus 100 % Roggen erzeugt und noch vor Erfindung des Kentucky Bourbon von europäischen Einwanderern produziert worden. Der Preis für den Whiskey in abgefüllten Flaschen hatte einen Gegenwert von rund 10 Millionen US$. Kapitän Whitelaw, der auf das Heben von Schiffswracks – wie die Bremen – spezialisiert war, unternahm mehrere Versuche, die Genehmigung dafür von der US-Regierung zu erhalten. Leider ohne Erfolg. Fischerboote, die immer mal wieder zur Unglücksstelle der Bremen fuhren, hofften, ein oder mehrere Fässer des Whiskey aufzunehmen, falls diese ggf. an die Wasseroberfläche gekommen wären.